# Terminal przeładunkowy Medyka

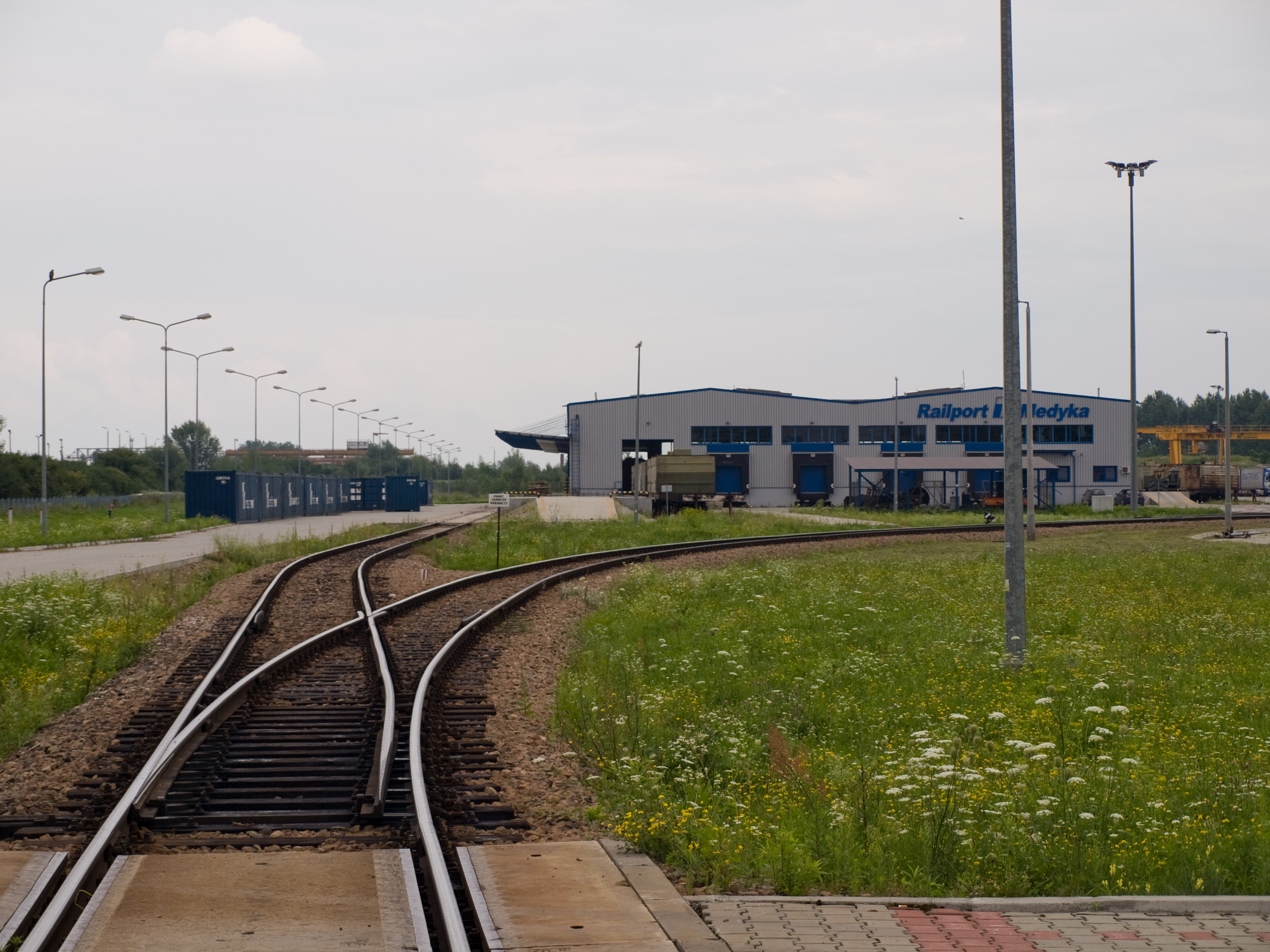
Railport Medyka

Railport Medyka – kolejowy terminal przeładunkowy zlokalizowany w miejscowości Medyka w województwie podkarpackim na granicy polsko-ukraińskiej. 
W terminalu przeładowywane są towary z wagonów kolejowych na samochody i odwrotnie. Znajduje się tam magazyn towarów i agencja celna. Powierzchnia terminala to 13 ha. Przez jego teren przebiegają zarówno tory szerokie o rozstawie szyn 1520 mm stosowane na Ukrainie czy w Rosji oraz tory normalne o rozstawie szyn 1435 mm stosowane w Polsce i Europie Zachodniej.